# Pterosphaera
Pterosphaera, monotipski rod zelenih algi u porodici Halosphaeraceae. Jedina vrsta je P. dictyon, morska vrsta opisana 1899.